# Jaroslav Svatoš
Jaroslav Svatoš (* 9. července 1952) je bývalý český hokejový útočník.

## Hokejová kariéra
V československé lize hrál za CHZ Litvínov. Nastoupil ve 14 ligových utkáních, dal 2 góly a měl 1 asistenci.

## Klubové statistiky
| Sezona    | Klub         | Soutěž  | Základní část | Základní část | Základní část | Základní část | Základní část |
| Sezona    | Klub         | Soutěž  | Z             | G             | A             | B             | TM            |
| --------- | ------------ | ------- | ------------- | ------------- | ------------- | ------------- | ------------- |
| 1973/1974 | CHZ Litvínov | 1. liga | 14            | 2             | 1             | 3             | -             |